# Esanatoglia
Esanatoglia é uma comuna italiana da região dos Marche, província de Macerata, com cerca de 2.099 habitantes. Estende-se por uma área de 47 km², tendo uma densidade populacional de 45 hab/km². Faz fronteira com Fabriano (AN), Fiuminata, Matelica.

## Demografia
| Variação demográfica do município entre 1861 e 2011                               |
|                                                                                   |
| Fonte: Istituto Nazionale di Statistica (ISTAT) - Elaboração gráfica da Wikipedia |

## Ligaçoes externas
- Site Municipal:  www.comune.esanatoglia.mc.it   (italiano)
- Site Não-Oficial:   www.bellaesa.com   (inglês)